# Канатов, Шамиль
Шамиль Канатов (15 июня 1930 — 22 июля 2009) — советский овцевод, старший чабан совхоза «Ромашковский» Палласовского района Волгоградской области Герой Социалистического Труда (1971).

## Биография
Родился 15 июня 1930 года в селе Муратсай. Член КПСС.
В 1943 году оказался в Палласовском совхозе Волгоградской области, где работал на гурту. Осенью 1945 он переезжает в Ровенский район Саратовской области, а в мае 1949 года начинает работать в совхозе «Ромашковский» Палласовского района.
В то время в совхозе велись селекционные работы по выведению новой породы овец, более приспособленной к местному климату. Впервые эту работу в совхозе «Ромашковский» начал Пётр Иванович Пригарин, один из первых авторов новой породы овец. Эстафету селекции по выведению новой породы овец принял молодой специалист Николай Васильевич Коцаренко — главный зоотехник совхоза и старший чабан Канатов Шамиль.
Сорокалетний труд Канатова Шамиля был сполна востребован и достойно вознагражден: три ордена Ленина, орден Октябрьской Революции, орден Дружбы народов. Он стал первым в Палласовском районе делегатом съезда КПСС и первым Героем Социалистического Труда среди людей своей профессии. На протяжении многих лет Канатов Шамиль был участником ВДНХ, призёром золотых, серебряных и бронзовых медалей, постоянным членом парткома совхоза, районного и областного комитетов КПСС, делегатом и почетным гостем различных слетов, конференций, совещаний.
Указом Президиума Верховного Совета СССР от 8 апреля 1971 года присвоено звание Героя Социалистического Труда с вручением ордена Ленина и золотой медали «Серп и Молот».
Умер 22 июля 2009 года в Палласовке Волгоградской области.